# 188P/LINEAR-Mueller
188P/LINEAR-Mueller – kometa krótkookresowa z rodziny komet Jowisza.

## Odkrycie
Odkrycie komety ogłosiła 17 października 1998 roku Jean Mueller z Obserwatorium Palomar. Wkrótce okazało się jednak, że obiekt ten wcześniej zaobserwowano w ramach programu LINEAR na zdjęciach wykonanych 26 i 27 września tego samego roku, uznano go jednak za planetoidę. Po dokładnym obliczeniu orbity kometę odnaleziono także w danych zarejestrowanych 17 września przez program LONEOS.

## Orbita komety i właściwości fizyczne
Orbita komety 188P/LINEAR-Mueller ma kształt elipsy o mimośrodzie 0,41. Jej peryhelium znajduje się w odległości 2,57 j.a., aphelium zaś 6,20 j.a. od Słońca. Jej okres obiegu wokół Słońca wynosi 9,18 roku, nachylenie do ekliptyki to wartość 10,51˚.
Średnica jądra tej komety to maks. kilka km.